# Bibliothèque publique juive
La Bibliothèque publique juive, ou BPJ (en anglais: Jewish Public Library, ou JPL), est une bibliothèque publique à Montréal, Québec fondée en 1914. La BPJ détient la plus grande collection de prêt en Amérique du Nord consacrée à la culture juive. D’orientation séculière et ouverte à tous, la bibliothèque combine à la fois les services d’une bibliothèque de quartier et des services destinés aux chercheurs. La BPJ a été depuis ses débuts un lieu de regroupement important pour la communauté juive de Montréal. De nombreux écrivains importants ont fréquenté la bibliothèque, dont Chava Rosenfarb, Irving Layton, Mordecai Richler et Rokhl Korn. Aujourd’hui, la bibliothèque compte environ 5 200 abonnés. Elle est une agence de la Fédération CJA depuis 1949.

## Histoire

### Origines
Les origines de la bibliothèque juive remontent aux idéaux de la Haskala et s'inspirent des mouvements révolutionnaires juifs en Russie, qui s'organisaient autour de livres et pamphlets pour éduquer le peuple juif,. Au début du XXe siècle, de nombreuses bibliothèques ou salles de lecture juives ont été fondées. Le 3 mars 1912, à l'initiative de Poale Zion, de l'Arbeter Ring et d'associations syndicales, une première Yidishe-folks-bibliotek ouvre ses portes sur le boulevard Saint-Laurent,. Elle reste ouverte lorsque son bail prend fin en début 1913. C'est sous la direction de Reuven Brainin (en), éditeur du Keneder Adler, et de Yehuda Kaufman (en), fondateur des Écoles juives populaires (en), qu'une campagne pour rouvrir la bibliothèque sur une base non partisane pour toute la communauté juive s'organise.

### Fondation et évolution
La Yidishe Folks-bibliotek ouvre ses portes le 1er mai 1914. En anglais, elle porte le nom de Jewish People's Library jusqu'en 1929, lorsqu'elle adopte son nom actuel. Le nom français, Bibliothèque publique juive, est adopté en 1980. Ses premiers lieux étaient sur la rue Saint-Urbain à Montréal, dans le quartier juif qui se formait rapidement autour du boulevard Saint-Laurent de cette ville à l’époque. Sa création a consolidé les collections de plusieurs petites bibliothèques qui existaient déjà dans la communauté juive de la ville. On compte parmi celles-ci les collections du groupe ouvrier marxiste Poale Zion, du groupe sioniste Dorshei Zion, de l’organisme communautaire l’Institut Baron de Hirsch et de la salle de lecture de Hirsch Hershman.

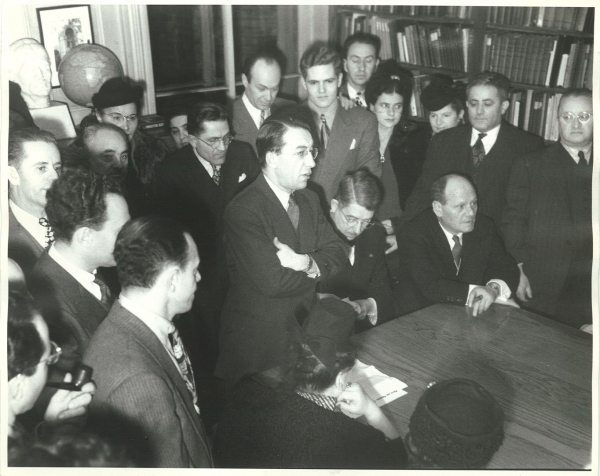
Le poète Abraham Moses Klein à la Bibliothèque publique juive en 1945

Les premiers usagers de la BPJ étaient des immigrants juifs ashkénazes, principalement de langue maternelle yiddish, mais souvent polyglottes. Les offres de la bibliothèque à l’époque reflétaient le désir de cette communauté à la fois de préserver leur culture et de s’intégrer dans la société canadienne. Sa collection était déjà multilingue et incluait plusieurs traductions en yiddish d’œuvres littéraires d’autres langues. La BPJ invitait régulièrement des écrivains yiddish pour donner des conférences et des lectures. De plus, la bibliothèque offrait aux nouveaux arrivés des cours d’anglais et d’intégration dans le cadre de sa Folks Universitet.
Les collections et les activités de la bibliothèque évoluent avec les vagues successives d'immigration juive à Montréal. La circulation de livres en yiddish était déjà en déclin au profit de livres en anglais, particulièrement en raison de l'anglicisation des enfants, avant la Seconde Guerre mondiale, mais la demande augmente temporairement avec l'arrivée de juifs européens après la guerre. La collection de livres en hébreu est agrandie à la suite de l'immigration de Juifs israéliens dans les décennies qui ont suivi la création de l'État d'Israël. À sa fondation, la BPJ n'avait que 29 livres en hébreu, il y en avait environ 12000 en 2014. Dans les années 1950 et 1960, des milliers de Juifs sépharades francophones originaires d'Afrique du Nord s'installent à Montréal. La BPJ participe à la fondation de la première association sépharade en 1964, et tente de créer des liens avec la communauté francophone. La BPJ crée un comité culturel francophone indépendant pour organiser des événements pour les francophones. En 2004, le russe devient la cinquième "langue officielle" de la BPJ.

### LaYidishe Folks-Universitet
La charte de fondation de la BPJ comprend la création d'une université populaire pour l'éducation des adultes, la Yidishe-Folks-Universitet (l'Université du peuple juif). Les activités sont sporadiques durant ses premières années, mais elle propose, en 1916-17, environ 250 cours de langues (yiddish, hébreu, anglais et français) et d'autres sujets comme la philosophie, les sciences, et l'histoire juive. Un an plus tard, ses activités sont suspendues. En 1941, la Yidishe Folks-Universitet est rétablie. Sous la direction du poète yiddish Malech Ravitch et de la bibliothécaire Rochel Eisenberg, elle offre des cours à nouveau de langue et de culture juive jusqu'en 1954. Le poète Irving Layton y a donné des cours de philosophie et d'histoire canadienne. Ravitch et Eisenberg recrutent Dora Wasserman, arrivée à Montréal en 1950, pour donner des ateliers de théâtre aux enfants à la BPJ.

### Déménagements
La BPJ déménage plusieurs fois entre 1917 et 1953. En 1929, elle déménage dans des locaux en face du parc Jeanne-Mance. Elle y reste jusqu’en 1953, année où elle prend possession d’un édifice conçu pour ses besoins au 4499 avenue de l’Esplanade, à l’intersection de l’avenue du Mont-Royal. Il faut une campagne de financement de huit ans pour achever la construction du bâtiment qui sert également de centre communautaire. Conçu par l’architecte Harry Mayerovitch, il comprend un auditorium, une galerie d’art et plusieurs salles de classe et de réunion.
Le 14 novembre 1966, Jean-Noël Tremblay, ministre des Affaires culturelles, renomme le bâtiment en tant que l'annexe Ægidius-Fauteux de la bibliothèque Saint-Sulpice. En 2007, cet espace est converti par la Compagnie Marie Chouinard en lieu de diffusion et de création de danse contemporaine.
La BPJ déménage dans ses locaux actuels sur le chemin de la Côte-Sainte-Catherine dans le quartier de Snowdon en 1973. Ce déménagement reflète un désir de mieux servir la communauté juive, qui migrait en grand nombre vers l’ouest de l’Ile de Montréal à l’époque. Afin de répondre à ces changements, la BPJ ouvre des succursales dans Côte-Saint-Luc, Saint-Laurent et Chomedey. La succursale de Côte-Saint-Luc ferme en 1972, alors que celle de Chomedey en 1994. Aujourd’hui, la BPJ partage un campus avec plusieurs organismes communautaires et culturels juifs, dont le Centre Segal des arts de la scène, la Fédération CJA, le Musée de l’Holocauste Montréal et la Sylvan Adams YM-YWHA.

## Collections
Les collections de la BPJ comptent plus que 150 000 documents et desservent à la fois les chercheurs et le grand public. Les collections comprennent principalement des documents dans les cinq langues officielles de la bibliothèque, soit l’anglais, le français, l’hébreu, le russe et le yiddish. En conformité avec le mandat de la bibliothèque, 75% des documents portent sur des sujets liés au judaïsme. Notamment, la BPJ s’abonne à plusieurs périodiques dans ses cinq langues officielles et compte une collection considérable de CD de musique juive. L’autre 25% des documents inclut des œuvres de fiction, des films sur DVD et d’autres ouvrages d’intérêt général.

### La Bibliothèque pour enfants Norman Berman
La BPJ compte également plus que 30 000 documents pour les jeunes dans le cadre des collections de sa Bibliothèque pour enfants Norman Berman. 75% des collections de la Bibliothèque pour enfants sont liées aux besoins d’apprentissage et aux intérêts des enfants, et 25% sont sur des sujets liés au judaïsme. La BPJ propose une collection dévouée aux enfants à partir de 1921. Des heures de conte en yiddish et en anglais sont organisées le samedi dès les années 1930. Le 31 mars 1951, une bibliothèque pour enfant avec son propre espace et sa propre bibliothécaire voit le jour. Elle ferme en 1966, lorsque la BPJ quitte ses locaux de l'avenue de l'Esplanade, et ne rouvre qu'en 1973. En 1981, elle prend le nom de Bibliothèque pour enfants Norman Berman. Durant les années 1980, elle propose de plus en plus de programmation culturelle dont le mois du livre juif chaque année. Entre 2000 et 2009, elle coordonne la Young Authors' Workshop où des ateliers d'écriture sont donnés à des centaines d'élèves des écoles juives. En 2008, elle participe pour la première fois au festival Métropolis bleu.

### Les collections spéciales
La BPJ a plusieurs collections spéciales. Sa collection de livres rares inclut un incunable datant de 1481 des œuvres Antiquités judaïques et Guerre des Juifs de Flavius Josèphe, une copie datant de 1707 de l’œuvre Ma’aseh Toviyyah de Tobias Cohn, et un livre de prières de la communauté Beta Israel datant du XIXe siècle. On y retrouve également plusieurs grammaires hébraïques, ouvrages liturgiques, Talmuds, traités kabbalistiques, ainsi qu’une des collections les plus importantes au monde de livres Yizkor. À sa mort en 2021, Lilly Toth, une survivante de la Shoah, lègue plus de mille livres miniatures à la BPJ. Une exposition de ces livres y a lieu en mai 2022,.

### Les archives de la BPJ
Les archives de la BPJ sont dédiées à la communauté juive de Montréal. Ils comptent plus de 1 200 mètres de documentation textuelle datant d’à partir de 1775 et plus de 30 000 photographies datant d’à partir de la fin du XIXe siècle. On y retrouve des fonds liés à plusieurs figures qui ont marqué le paysage culturel du Canada, dont l’impresario Sam Gesser, le poète Irving Layton et la syndicaliste Léa Roback. De plus, on y retrouve les fonds de plusieurs organismes juifs montréalais, tels que l’école Talmud Torah Unis, les Écoles populaires juives et Peretz et la Fédération CJA. Les archives de la BPJ sont recensées dans la base de données du Réseau canadien du patrimoine juif. Une part importante des archives a été numérisée et peut être visionnée sur le site Web de la base.
En 1951, la BPJ achète un magnétophone à bobines et commence à enregistrer la plupart des événements organisés par la bibliothèque. Durant les années 1980, ces bobines ont été transférées à des cassettes audio; celles-ci pouvaient être empruntées par les usagers de la bibliothèque. Également, la bibliothèque commence à numériser sa collection de livres audio en yiddish lus par des résidents montréalais de langue maternelle yiddish pour pouvoir les rendre disponibles gratuitement en ligne. Cette collection, la plus grande de son type au monde, a été créée grâce à une initiative de la BPJ durant les années 1980 et 1990. La numérisation de l'ensemble des archives sonores a été réalisée en collaboration avec la Yiddish Book Center, au Massachusetts, et la Jewish Book Council à New York. Plus de 1200 enregistrements sont accessibles aux usagers sur Internet Archive.